# Лю Сян (легкоатлет)
Лю Сян (кит.: 刘翔; нар. 13 липня 1983, Путо, Шанхай, Китай) — китайський легкоатлет, що спеціалізується на бігу з бар'єрами, олімпійський чемпіон 2004 року, чемпіон світу та Азії.

## Кар'єра
| Рік             | Змагання                              | Місто                      | Місце           | Дисципліна        | Примітки        |
| Представник КНР | Представник КНР                       | Представник КНР            | Представник КНР | Представник КНР   | Представник КНР |
| --------------- | ------------------------------------- | -------------------------- | --------------- | ----------------- | --------------- |
| 2000            | Чемпіонат світу серед юніорів         | Сантьяго, Чилі             | 4               | 110 м з бар'єрами | 13.87           |
| 2001            | Чемпіонат світу                       | Едмонтон, Канада           | 4 (півфінал)    | 110 м з бар'єрами | 13.51           |
| 2001            | Східноазійські ігри                   | Осака, Японія              | 1               | 110 м з бар'єрами | 13.42           |
| 2002            | Чемпіонат Азії                        | Коломбо, Шрі-Ланка         | 1               | 110 м з бар'єрами | 13.56           |
| 2002            | Кубок світу IAAF                      | Мадрид, Іспанія            | —               | 110 м з бар'єрами | DNF             |
| 2002            | Азійські ігри                         | Пусан, Південна Корея      | 1               | 110 м з бар'єрами | 13.27           |
| 2003            | Чемпіонат світу в приміщенні          | Бірмінгем, Велика Британія | 3               | 60 м з бар'єрами  | 7.52            |
| 2003            | Чемпіонат світу                       | Париж, Франція             | 3               | 110 м з бар'єрами | 13.24           |
| 2003            | Всесвітній легкоатлетичний фінал IAAF | Монте-Карло, Монако        | 4               | 110 м з бар'єрами | 13.27           |
| 2004            | Чемпіонат світу в приміщенні          | Будапешт, Угорщина         | 2               | 60 м з бар'єрами  | 7.43            |
| 2004            | Олімпійські ігри                      | Афіни, Греція              | 1               | 110 м з бар'єрами | 12.91           |
| 2005            | Чемпіонат світу                       | Гельсінкі, Фінляндія       | 2               | 110 м з бар'єрами | 13.08           |
| 2005            | Чемпіонат Азії                        | Інчхон, Південна Корея     | 1               | 110 м з бар'єрами | 13.30           |
| 2005            | Східноазійські ігри                   | Макао, Китай               | 1               | 110 м з бар'єрами | 13.21           |
| 2006            | Всесвітній легкоатлетичний фінал IAAF | Штутгарт, Німеччина        | 1               | 110 м з бар'єрами | 12.93           |
| 2006            | Азійські ігри                         | Доха, Катар                | 1               | 110 м з бар'єрами | 13.15           |
| 2007            | Чемпіонат світу                       | Осака, Японія              | 1               | 110 м з бар'єрами | 12.95           |
| 2008            | Чемпіонат світу в приміщенні          | Валенсія, Іспанія          | 1               | 60 м з бар'єрами  | 7.46            |
| 2008            | Олімпійські ігри                      | Пекін, Китай               | —               | 110 м з бар'єрами | DNF             |
| 2009            | Чемпіонат Азії                        | Гуанчжоу, Китай            | 1               | 110 м з бар'єрами | 13.50           |
| 2009            | Східноазійські ігри                   | Гонконг, Китай             | 1               | 110 м з бар'єрами | 13.66           |
| 2010            | Чемпіонат світу в приміщенні          | Доха, Катар                | 6               | 60 м з бар'єрами  | 7.65            |
| 2010            | Азійські ігри                         | Гуанчжоу, Китай            | 1               | 110 м з бар'єрами | 13.09           |
| 2011            | Чемпіонат Азії                        | Кобе, Японія               | 1               | 110 м з бар'єрами | 13.22           |
| 2011            | Чемпіонат світу                       | Тегу, Південна Корея       | 2               | 110 м з бар'єрами | 13.27           |
| 2012            | Чемпіонат світу в приміщенні          | Стамбул, Туреччина         | 2               | 60 м з бар'єрами  | 7.49            |
| 2012            | Олімпійські ігри                      | Лондон, Велика Британія    | —               | 110 м з бар'єрами | DNF             |